# Martial Chazotte
Martial Chazotte (Lione, 24 giugno 1823 – Parigi, 1885) è stato un militare francese.

## Biografia
Martial Chazotte nacque il 24 giugno 1823 a Lione ed intraprese la propria carriera militare nei tiratori indigeni del battaglione "Algeri".
Divenuto luogotenente il 10 agosto del 1853, partì successivamente alla volta della Guerra di Crimea, sempre nel reggimento dei tiratori algerini venendo ferito una prima volta nel marzo del 1855. Successivamente entrò a far parte di un'unità di guastatori e, durante un'azione notturna dell'Assedio di Sebastopoli del 18 luglio di quello stesso anno, venne ferito una seconda volta. Distintosi per il suo coraggio nel conflitto di Crimea, venne incorporato nel reggimento degli zuavi della Guardia Imperiale al suo avvio nel dicembre del 1854. Nuovamente ferito a Sebastopoli, venne nominato capitano il 1º agosto del 1855.
Nel 1859 prese parte alla campagna per la liberazione dell'Italia ed assunse il comando della 6ª compagnia del 2º battaglione di zuavi, venendo ferito in località Ponte Nuovo, durante una fase della famosa Battaglia di Magenta.
Divenuto comandante di battaglione nel 1865, venne assegnato in un primo momento al 3º reggimento zuavi e successivamente al 4º reggimento dei volteggiatori della guardia imperiale nel 1869.
Nella Battaglia di Rezonville dell'agosto del 1870 prese il comando del 1º battaglione ed ancora una volta venne ferito da un colpo di fucile. Nominato tenente colonnello il 24 maggio 1872, terminò la sua brillante carriera militare venendo congedato col grado di Colonnello del 4º reggimento di fanteria, carica a cui venne nominato il 12 novembre 1875, assieme all'ottenimento del grado di commendatore dell'Ordine della Legion d'Onore.
Morì a Parigi nel 1885.